# Chrysler Crossfire
El Chrysler Crossfire es un automóvil deportivo biplaza  motor delantero y tracción trasera de la marca estadounidense Chrysler, fabricado entre 2004 y 2007, que sustituyó al Chrysler Prowler. El coche está construido para Chrysler por Karmann en Alemania y el 89% de sus componentes son originales de Mercedes-Benz. El modelo equipa motor, caja cambios y  chasis del Mercedes-Benz  SLK 320 y Mercedes-Benz  SLK 32 AMG con un rediseño exterior total y unos neumáticos y freno de discos de mayor tamaño. Está disponible con carrocerías cupé y descapotable, ambos de dos plazas estrictas.
Existen dos variantes con motor seis cilindros en V de 3.2 litros de cilindrada y tres válvulas por cilindro, disponible en variantes atmosférica de 220 CV de potencia máxima, y con compresor volumétrico (supercargador) de 335 CV llamada SRT6.

## Ficha Técnica
| Variante                 | Motor                   | Potencia               | Par                 | Aceleración 0-100 km/h | Velocidad máxima                     | Transmisión                                      |
| ------------------------ | ----------------------- | ---------------------- | ------------------- | ---------------------- | ------------------------------------ | ------------------------------------------------ |
| Coupe, Roadster, Limited | M 112 E 32 V6 3.2       | 220 HP (160 kW) @ 5700 | 310 NM @ 3000- 4600 | 6.4 s                  | 245 km/h                             | Manual, 6 velocidades/ Automática, 5 velocidades |
| SRT6, SRT6 Roadster      | M 112 E 32 ML V6 3.2 SC | 335 HP (260 kW) @ 6100 | 450 NM @ 4400       | 4.8 s                  | 250 km/h (Limitada electrónicamente) | Automática, 5 velocidades                        |
|                          |                         |                        |                     |                        |                                      |                                                  |

Podía montar dos cajas de cambios; una manual de seis velocidades o automática con convertidor de par de cinco. Daimler Chrysler corp. anunció el retiro del pequeño deportivo del mercado debido a las bajas ventas y los altos costes de producción y transporte, fabricando las últimas 2000 unidades para ser vendidas como modelos, cerrando así la historia del último vehículo producido de la fusión de dos compañías que juntas fueron un rotundo fracaso, rompiendo así para siempre toda relación anunciada de la misma manera.